# Réformes Keiō
Les réformes Keiō (慶応の改革, Keiō no kaikaku) sont un ensemble de nouvelles mesures politiques mises en œuvre en 1866 par le shogunat Tokugawa du Japon.  Ces réformes sont édictées en réaction à la montée de violence originaire du domaine de Satsuma en particulier et d'autres domaines en général. Les premières mesures prises durant cette période constituent une partie essentielle des réformes et changements réalisés durant le règne de l'empereur Meiji.

## Contexte
Quand le shogun et l'empereur meurent à la même époque, le bakufu (gouvernement du shogunat) créé les réformes Keiō pour prévenir le Japon de sombrer dans le désordre ou la désunion. Il occidentalise de nombreux aspects des systèmes bureaucratique, militaire et économique, mettant l'accent sur la promotion gouvernementale au mérite (et non plus par la naissance) et sur une politique commerciale ouverte avec les autres nations.
Le bakufu espère que ces réformes mettront fin d'une façon ou d'une autre aux rébellions des provinces de Satsuma et Chōshū, ce qui n'est pas le cas. En effet, les rebelles ne souhaitent pas voir le bakufu bénéficier de ces changements qui sont si proches de l'essentiel de ce contre quoi ils combattent.
Cette période de réformes est précédée de trois autres mouvements comparables durant la période Edo  les réformes Kyōhō (1716–1736), les réformes Kansei des années 1790 et les réformes Tenpō (1830–1844).

## Chronologie
Les interventions du shogunat ne rencontrent qu'un succès limité. En plus de la mort du shogun Iemochi et de celle de l'empereur Kōmei, des facteurs extérieurs ont exacerbé quelques-unes des conditions que le shogun avait l'intention d’améliorer.
- 28 septembre 1866 (Keiō 2, 20e jour après le 8e mois) : le shogun Iemochi meurt à Osaka et le bakufu demande que Tokugawa Yoshinobu soit nommé pour lui succéder[3].
- 10 janvier 1867 (Keiō 2, 5e jour du 12e mois) : Yoshinobu est nommé shogun[3].
- 30 janvier 1867 (Keiō 2, 25e jour du 12e mois) : L'empereur Komei meurt[3].